# 山内忠豊
山内 忠豊（やまうち ただとよ）は、江戸時代前期の大名。土佐国高知藩の第3代藩主。

## 略歴
慶長14年（1609年）10月29日、第2代藩主・山内忠義の長男として生まれる。通称は伊（猪）右衛門。
明暦2年（1656年）7月3日、父の忠義が中風を患って隠居したため、その跡を継いだ。忠豊は父の命に従って引き続き野中兼山を登用し、伊予宇和島藩との境界線をめぐる争いにも決着をつけた。
ところが、忠豊は兼山のことをあまり快く思っていなかった。そのため、父が重病に倒れた頃から兼山の改革に対する反対派である生駒木工らと結託して兼山を弾劾した。そしてさらに叔父の伊予松山藩主・松平定行の助けを受けて、寛文3年（1663年）7月に兼山を失脚させた。これを「寛文の改替」という。ちなみに兼山は、わずか3か月後の10月、失意のうちに49歳で病死した。父の忠義も翌年に亡くなり、忠豊はいよいよ自らが政治を行なうようになる。
寛文9年（1669年）6月15日、長男の豊昌に家督を譲って隠居し、8月5日に死去した。享年61。
墓所は国史跡の土佐藩主山内家墓所（高知県高知市筆山町）で公益財団法人土佐山内記念財団が管理団体となっている。山内家墓所の北側（高知市天神町）には筆頭菩提寺の真如寺が位置する。

## 系譜
子女は1男5女
- 父：山内忠義（1592-1665）
- 母：阿姫（1595-1632） - 光照院、徳川家康養女、松平定勝の次女
- 正室：長姫 - 長光院、池田利隆の娘
  - 長男：山内豊昌（1641-1700）
- 生母不明の子女
  - 女子：フウ - 本多政長正室
  - 女子：松 - 真田信利正室
  - 女子：椎 - 山内一輝継室